# 島根縣公安委員會
島根縣公安委員会（日语：／ Shimaneken kō'an-i'inkai */?）是由島根縣知事所轄，負責管理島根縣警察的行政委員會，由3名委員組成。

## 委員
- 委員長
  - 服部京子
- 委員
  - 堀江正俊（委員長代理）
  - 山口美紀

## 下部組織
- 島根縣警察

## 外部連結
- 島根県公安委員会 （页面存档备份，存于）